# 一弦定音！
《一弦定音！》是的日本漫畫作品。於《Jump Square》（集英社）連載。改編電視動畫於2019年播放。
根據作者在單行本附錄的自述，作者的母親和姐姐等周遭的人都是箏演奏家，自身亦有於大賽獲獎的經歷，因此作者自小學起便希望繪製以箏為題材的漫畫作品，在以此為目標努力多年後，本作終能問世，當作者在繪製途中感到困惑時便會向她們請教。

## 故事簡介
在學姊們畢業後，時瀨高中箏曲社就只剩下倉田武藏一個社員了，到了四月新學期，縱使努力招募新社員也乏人問津，社辦甚至被不良學生占據，這時突然出現一個和箏曲搭不上邊的不良新生久遠愛申請入社，緊接著還有一位古箏天才少女鳳月里和。各自不同的古箏之音，編織出一曲青春學園物語。

## 登場人物

### 時瀨高中
位於神奈川縣的高中，箏曲社一向被視如敝屣，故事開始初期由於三年級生畢業只剩下倉田武藏一位部員，曾面臨廢社困境。

#### 箏曲社學生與教職員
久遠愛（Kudou Chika，聲：內田雄馬）
一年F班→二年F班
時瀨高中箏曲社創始者的孫子。中學時是惡名遠播的不良少年，有著高年級生聽了也會為之一震的「西中的久遠」之稱。就連其父（聲：露崎亘）都放棄教養，故被交由祖父照顧，在唯一照顧他的祖父關愛下，漸漸迷途知返，然而其他惡友們為了報復他脫離群體，故意襲擊愛的祖父家和嫁禍給他。雖然祖父沒有怪罪於愛，卻也因此在不久後過世，祖父過世後愛與姑姑同住，希望對於爺爺所熱愛的箏有更多了解而加入箏曲社，其他朋友也藉此契機入社。
雖然外表兇惡，但其實是極為溫柔的人，古箏的音色也展現溫柔的內心，經驗雖少，但悟性很高。
學業成績不佳，但是在資優生暨多年好友哲生的幫助下，依然順利考上高中並勉力維持成績。升上高二後，依然與里和、哲生同班。
與鳳月為互相喜歡的狀態，已表白。
倉田武藏（Kurata Takezo，聲：榎木淳彌）
二年A班→三年A班
箏曲社社長。做事認真、腳踏實地，但遇到了正式上場和壓力總是會失敗，高中也沒能考上第一志願，對自己喪失自信。受到箏曲社學姊的鼓勵而入社，學姊們畢業後接任社長。被其他同學（聲：桑野晃輔、室元氣、宮瀨尚也）戲稱為「撫子」。
在其他人加入箏曲社後，個性溫和的他總是在協調不同個性的成員，而漸漸成為可靠的社長。
有腹黑的特質，曾經要不盡責的瀧浪卸下顧問一職，面對攻擊社員的人也會毫不留情的反擊。
在聖誕節前夕發覺喜歡上同屆成員來栖妃呂，但目前沒有告白的打算。
鳳月里和（Hozuki Satowa，聲：種崎敦美）
一年F班→二年F班
箏曲名門鳳月家的女兒，被喻為天才少女。性格傲嬌不坦率，其實內心很溫柔。由於出身名門，加上完全不了解箏曲以外的事，與他人有著距離而無法融入班級裡，雖然很想交朋友，卻都無法開口，在愛的推波助瀾下，開始與班上的人有來往。
在母親持續的高壓下，在正式比賽中脫序演出而被斷絕關係，高中入學後在公寓一人獨居，後來在全國大賽演出曾經的作品「天泣」觸動了母親，與母親和好並搬回家中。
升上高二後，依然與愛、哲生同班。
和久遠為互相喜歡的狀態，已表白。
來妃呂（Kurusu Hiro，聲：松本沙羅）
二年A班→三年A班
武藏的同班同學。受祖母（聲：小若和郁那）影響對箏曲有些了解。在中學時被轉學生（聲：真野步）造謠中傷，並被奪去男友和朋友，因此變得不信任人和人之間的關係，進而開始以離間他人為樂。原本加入箏曲社要重施故技，但被感化而恢復率直明朗的本性，並為減輕武藏的負擔，自請擔任副社長。
多次為武藏的真情摯語寬解而對其萌生戀心，但怕給箏曲社帶來麻煩，始終埋藏於心中。直到受到瀧浪的開導，才將這份心情化為動力，但在得到全國第一前依舊不打算表白。
足立實康（Adachi Saneyasu，聲：石谷春貴）
一年B班→二年G班
愛的友人，暱稱為「實（サネ）」。
以前較常與國中同學哲生一起行動，現在多和堺和水原一起行動，三人通稱「三笨蛋」。
原本只是為了讓愛所待的箏曲社不被廢除而加入，但後來真心喜歡上箏曲。有彈過吉他的經驗。
技術指導堂島晶認為他是「努力型」的人，音色和所有成員都很合拍，能巧妙將全員音色聯繫在一起，故在「天泣」和久遠一起擔任曲子中心的十七弦。
升上高二後，和光太同班。
堺通孝（Sakai Michitaka，聲：古川慎）
一年B班→二年A班
愛的友人，暱稱為「阿通（みっつ）」。以前較常與國中同學哲生一起行動，現在多和足立和堺一起行動，三人通稱「三笨蛋」。
原本只是為了讓愛所待的箏曲社不被廢除而加入，但後來真心喜歡上箏曲。
家中長男，會隨身攜帶OK繃，可看出照顧弟妹無微不至。
升上高二後，分到A班，是唯一沒和社團成員同班的人，但因為沒有實和光太在身邊，就成為班級的邊緣人。與此同時，在經歷母親住院的打擊後一肩扛下照顧弟妹的職責，迫使練習時間被壓縮，在經過多次風波後決定將樂譜改簡單，但依舊追求自己的目標「獨當一面的音色」。
水原光太（Mizuhara Kota，聲：井口祐一）
一年B班→二年G班
愛的友人。以前較常與國中同學哲生一起行動，現在多和足立和堺一起行動，三人通稱「三笨蛋」。
原本只是為了讓愛所待的箏曲社不被廢除而加入，但後來真心喜歡上箏曲。
有三個姐姐，總是能很快地親近他人，有無視對象場合就撲上去抱人的壞習慣，服飾打扮上也較為活潑可愛。
節奏感極差，一度在練習「久遠」時跟不上進度，但在正式演奏時，支撐大家讓荒腔走板的演奏走回正軌。
擔任百入社後的指導前輩，卻因百谷過人的節奏感，一度不為他所服，但在合宿時展現毅力與認真，也令百谷刮目相看。
升上高二後，和足立同班。
由永侑（Yoshinaga Atsumu）
一年級的新社員，和百谷同班。
自幼因長相女氣而飽受欺凌，唯一能讓他感到快樂的只有爺爺教導的古箏，但爺爺卻因為車禍不幸過世。這事故讓由永覺得是自己害死了爺爺。聽到時瀨高中的預賽表現後，他為時瀨的演奏觸動心弦而決心入社，並從境遇相似的愛那獲得救贖，找到了容身之處。
是名御宅族，喜歡聽動漫歌曲和角色歌。
彈奏時時使用爺爺遺留的指甲，同時是社團中唯一使用「山田流」的彈奏者，風格也因此異於其他人，偏向古典曲風格。
原先留著長髮，後來針對百谷的誤會解除後將頭髮剪短。
百名都（Momoya Natsu）
一年級的新社員，和由永同班。
與愛同一國中畢業。習慣和人保持距離，加入社團後也因為打工，不能完全配合社團密集的行程。
節奏感過人，在音樂方面頗有天賦。討厭要求和一起練習的熱血規定，但在加入箏曲社漸漸明白一起練習的重要，也開始會關心箏曲社的事，並慢慢融入社團內。
其實是私生子，宇月誓同父異母的弟弟。他從哥哥口中聽說了很多久遠的事情。他偶然見到改頭換面的久遠便產生興趣而入社，但他並不知道當年久遠爺爺被襲擊事件的真相。
瀧浪涼香（Takinami Suzuka，聲：浪川大輔、小若和郁那（幼少））
箏曲社顧問，數學老師，對學生一貫採取放任主義，不喜歡和人扯上關係。說話總是一針見血踩到對方痛處。
老家在德國，出生於音樂世家，不想走人安排好的道路而來到日本。
自小即展露過人的作曲才能，但因為被世人矚目的壓力而心生厭惡，正因為喜歡音樂才想遠離音樂。
原本只是掛名顧問，對箏曲社漠不關心，但受到社員影響而開始融化心中的冰冷，關東傳統音樂大賽後，開始認真履行顧問的職責，並負責作曲與編曲。
堂島晶（Dojima Akira，聲：東山奈央）
鳯月會的分宗椿會的繼承人。為了不讓鳳月里和重回鳯月會，在祖母命令下，擔任時瀨箏曲社的外部講師。
富有才華的兄長因為雙親突然事故死亡而放棄古箏去就業，晶則在祖母壓力下擔起家業。但在一場音樂比賽中，里和脫序演出而失去資格，晶認為自己苦練兩年，得到的只是「有名無實的第一名」，認定自己再怎麼努力都比不上真正的天才，但在和時瀨箏曲社的相處中找回初衷。
在祖母設計陷害箏曲社時，挺身阻止，使其無法得逞。
在第二學年開始，正式成為時瀨箏曲社的外部講師。

#### 其他教職員與學生
校長（聲：牛山茂）
公正和藹地對待每位學生，和久遠爺爺是學生時代就認識的朋友，默默守護著故友創立的箏曲社。
教務主任（聲：加藤亮夫）
喜奉承、好攬功，對愛等人懷有偏見，視箏曲社為眼中釘。
高岡哲生（Takaoka Tetsuki，聲：細谷佳正）
一年F班→二年F班
愛從小學就認識的朋友，以及是足立、水原及堺從國中就認識的朋友。
父親為大醫院的院長，有一位在留學在外國的哥哥。目標是成為醫生。
外表雖溫厚，卻有打贏並說服不良少年的實力，擅於照顧和指導別人念書。
升上高二後，依舊和愛、里和同班。
佐伯深優（Saeki Miyu，聲：逢澤由理香）
妃呂的好友。打扮時髦，說話刻薄，輕蔑篤實的武藏。
澀谷（Shibuya）
武藏的同學。老成鎮靜，待人不卑不亢。
三好柊（Miyoshi Shu，聲：咲咲木瞳）、逢見初（Omi Ui）
愛與里和的同學，里和鼓起勇氣結交的朋友。
升上高二後，依舊與愛、里和及哲生同班。
岡（Oka）
時瀨新生，百的中學同學，費心督管著他。對久遠抱有偏見，不明就裡地擯斥之。

### 姬坂女子學院
去年神奈川縣的冠軍，也是全國大賽的常勝軍，講求全體一致的技術力。
凰和紗（Otori Kazusa，聲：佐倉綾音）
姬坂箏曲社一年級生。與鳳月會旗鼓相當的華凰會後嗣。非常憧憬里和，邀請里和加入姬坂箏曲社但被拒絕。
害怕及討厭男性，非常敵視時瀨箏曲社（特別是久遠愛），但在預賽聆聽時瀨的演奏後，對其完全改觀，並正視時瀨為競爭對手。
花村史（Hanamura Fumi，聲：安濟知佳）
姬坂箏曲社一年級生，和紗的好友，曾與和紗一同跑到時瀨邀請里和加入姬坂箏曲社。
個性較和紗冷靜，曾隨身攜帶消毒水幫碰到久遠愛的和紗進行消毒。
槙本八重（Makimoto Yae，聲：咲咲木瞳）
姬坂箏曲社社長，行事頗有主見。
橫澤純（Yokosawa Jun）
姬坂箏曲社二年級生。
橘穗澄（Tachibana Hozumi，聲：秋山繪理）
姬坂箏曲社二年級生。善體人意，琴技差強，為達成進軍全國的願望，不得不被犧牲。
夏目瑠衣（Natsume Rui）
姬坂箏曲社二年級生，穗澄的好友
若葉（Wakaba，聲：山口立花子）
姬坂箏曲社一年級生。好勝心強，常與和紗針鋒相對。
顧問（聲：小若和郁那）
雷厲風行地引導姬坂箏曲社的女性顧問。
大學時代是明陵箏曲社顧問的學姊。兩人因音樂理念迥異而水火不容。

### 明陵高中
武藏落榜的東京都高中，箏曲社擁有全國第二的強勁實力。在關東傳統音樂大賽中獲得東京優秀學校殊榮，與神奈川的珀音高中並列得到關東傳統音樂大獎。

#### 箏曲社
桐生櫻介（Kiryu Ousuke，聲：寺島惇太）
明陵箏曲社一年級生。雖然滿臉笑容，但說話很直接，箏曲社實際的領導人物，箏曲實力曾讓久遠愛等人感到震憾。
幼時身體羸弱，在他人的冷言冷語下因而擅長察顏觀色，並造就了引導眾人相互交融的琴風，在輕佻的外表下，其實非常害怕孤單。
喜歡大自己一歲的青梅竹馬朝乃。由於所接觸的箏曲社部員都是女學生，因此初期看到時瀨箏曲社的久遠愛等人曾十分感動。
泉朝乃（Izumi Asano，聲：千本木彩花）
明陵箏曲社二年級生，桐生的青梅竹馬，是引領桐生進入箏曲世界的人。
小幸（Ko chan，聲：秋山繪理）
明陵箏曲社一年級生。梳馬尾、戴眼鏡，不苟言笑的女學生。
嘉樹（Yokki，聲：寺島拓篤）
明陵箏曲社顧問，朝乃、櫻介的啟蒙老師，總是面帶笑容。
大學時代是姬坂箏曲社顧問的學弟。兩人因音樂理念迥異而水火不容。

#### 其他學生
倉田武流（Kurata Takeru，聲：花江夏樹）
武藏的弟弟，認為隱藏真我的哥哥，已然拋棄自己而心生芥蒂。
宇月誓（Uzuki Sei）
百同父異母的哥哥。在久遠打架時期的同伴，雇人去攻擊久遠的爺爺家的幕後黑手。

### 珀音高中
神奈川縣的高中，在關東傳統音樂大賽中獲得神奈川縣優秀學校殊榮，與東京的明陵高中並列得到關東傳統音樂大獎，是新興的箏曲勢力。

#### 箏曲社
神崎澪（Kanzaki Mio，聲：蒼井翔太、咲咲木瞳（幼少））
珀音箏曲社一年級生，頭髮雜亂且眼神虛無的男學生，箏曲社的中心人物。
討厭自己的演奏是「正確答案」，希望能彈出「超越正確答案」的演奏。
在關東傳統音樂大賽聽過時瀨的演奏後，對愛的琴音產生濃厚的興趣，經常冷不防出現在愛的身後，把愛嚇得半死。
藉由顧問山本大心的引導與在關東傳統音樂大賽的領悟，終能在全國大賽預賽時，帶領大家彈出「超越正確答案」的演奏。
鈴森詩（Suzumori Uta，聲：戶田惠）
澪的表親，喜歡澪的琴音，也理解他的苦惱。
新垣（Aragaki，聲：秋山繪理）
珀音箏曲社社長，對澪的散漫深感惱怒。
山本大心（Yamamoto Taishin，聲：入野自由）
珀音高中箏曲社顧問，數學老師。
熱愛數學，意外接任箏曲社顧問後，在箏曲中發現數學的樂趣，以「東條雅」（母親的姓加上姊姊的名字）為筆名，為珀音高中寫曲。
因父親病重，在預賽結束後，辭去教職，回鄉繼承老家的旅館，後將旅館借與時瀨作為合宿場所。

### 永大附屬高中
位於茨城縣的男子高中。箏曲社由千太郎的祖母創立並執教，曾是屢次打進全國大賽的古箏名門，但目前正瀕臨廢社的處境。在關東傳統音樂大賽中獲得茨城縣優秀學校殊榮。

#### 箏曲社
宮千太朗（Miya Sentaro，聲：保志總一朗）
身材矮小、急躁易怒的男學生。
彈奏指法快而精確，音色也十分強勁。
曾與最敬愛的奶奶約定，矢言復興其一手創立的箏曲社。
十分忌諱有關他身材的言論，在關東傳統音樂大賽中就因被愛誤以為是國中生而暴走，視愛為競爭對手。
升上高二後擔任箏曲社社長，並熱心指導新加入的明里。
春日井晴（Kasugai Haru，聲：山谷祥生）
身材頎長、性格纖弱的男學生，經常在千太郎暴走的時候制止他。
升上高二後與千太郎一同熱心指導新加入的明里。
小早川明里（Kobayakawa Akari）
箏曲社新進成員，千太郎、晴的學弟。

### 柊高中
木下（Kinoshita）
討厭自身的平凡樸素，在預賽聆聽時瀨的演奏後，為他們的努力感動不已，並有所啟發。
藤本（Fujimoto）
因女性化的口吻而飽受恥笑，希望遠離人群而加入人跡罕至的箏曲社，本身對箏曲並不熱衷，在預賽聆聽時瀨的演奏後，願意有所改變。
加賀里（Kagari）
萬事敷衍虛應的女學生，在預賽聆聽時瀨的演奏後，願意稍作改變。

### 一英高中
蟬聯五屆優勝，箏曲界獨占鰲頭的顯赫名校，學生們皆以專才翹楚為己志，是里和原預就讀的高中。
早乙女美蘭（Saotome Miran）
神經緊繃、面容陰晦、目光寒慄的女學生，琴音磅礡，正符其偏激的性情。
盧卡斯・舍瓦利耶（Lucas Chevalier）
一派悠然自得的外籍男學生，音品拔萃，能調和美蘭懾人心魄的樂音，卻被她當作干礙而痛恨著。
高村東吾（Takamura Togo）
神情肅穆的男學生。
花幡今莉（Hanawata Imari）
雙馬尾、龐克搖滾風的女學生，對美蘭不假辭色。
寶生希央（Hosho Kio）
山田流明音會第七代傳人，斯文爾雅的男學生。
貴船耀司（Kifune Yohji）
作曲家，循循善誘地指導學生。

### 鳯月會
鳯月千春（Hozuki Chiharu，聲：魏涼子）
鳯月里和之母，現任鳯月會家元。
在丈夫死後，為維持聲望搖搖欲墜的鳯月會，對里和十分嚴厲，導致里和在比賽時脫序演出，也因此把她趕出家門。
在預賽聆聽時瀨的演奏後，了解女兒的心聲而與其重修舊好。
高城（Takagi，聲：赤城進）
鳯月會的重鎮，為人明辨。
堂島婆婆（聲：野澤由香里）
慧士與晶的祖母。貪名好利，有奪佔鳯月會的野心。
非常鄙夷時瀨箏曲社，但在預賽聆聽他們演奏後，態度趨緩。

### 其他人物
久遠源（Kudou Gen，聲：金尾哲夫）
愛已故的祖父，製箏工匠，也是創立時瀨高中箏曲社的人。
仁科靜音（Nishina Shizune，聲：磯邊萬沙子）
仁科樂器家的長輩，透過修繕熟識愛等人，和源、時瀨高中校長是舊識。
久遠衣咲（Kudou Isaki，聲：水樹奈奈）
愛的姑姑，受父親囑託而悉心照顧愛。
真白（Mashiro，聲：朝井彩加）
已畢業的時瀨箏曲社社長，常以溫言軟語給予武藏慰藉。
武藏的父母（聲：鈴木琢磨、小若和郁那）
注視著兒子益發寡歡的性情，而勸誡其勿過妄自菲薄。
瀧浪薰（Takinami Kaoru，聲：佐佐木啟夫）、雪森司（Yukimori Tsukasa）
涼香的父母，享譽寰宇的指揮家與鋼琴家，人人稱羨的樂壇美眷，思想圓通，不強求孩子克紹箕裘。
堂島慧士（Dojima Keishi，聲：KENN）
晶的哥哥，相當疼愛妹妹，性格不羈，天賦出眾。本是椿會備受期待的繼承人，卻在父母（聲：露崎亘、奈波果林）雙亡後，為了家計而選擇就職，放棄箏曲。
凰寧寧（Otori Nene）
和紗年幼的妹妹。天真爛漫，宛如天使，對展現溫柔的愛深深著迷。
朝日奈開（Asahina Kai，聲：赤城進）
一英音樂大學校長，預賽的評審。為時瀨的演奏感撼而授予其全國賽資格。
和田良大（Wada Yoshiharu，聲：三瓶雄樹）
尺八演奏家，預賽的評審。肯定姬坂整齊劃一、臻至完美的演奏。
松永奏（Matsunaga So，聲：室元氣）
箏演奏家，預賽的評審。認為時瀨的演奏雅俗共賞，合乎音樂的本質。
綠山壽子（Midoriyama Hisako，聲：小若和郁那）
箏演奏家，預賽的評審。認為演奏「易懂」古典曲的珀音更值得表彰。
天宮清香（Amamiya Kiyoka，聲：秋山繪理）
涼香的姊姊，著名鋼琴家。欣見弟弟重拾音樂熱忱。
塚地（Tsukaji，聲：高塚正也）
邦樂雜誌記者，體格粗獷，見解犀利。
小牧（Komaki，聲：奈波果林）
邦樂雜誌女性記者，對箏曲一竅不通。

## 登場曲目
《一弦定音！〜時瀨高中箏曲社〜（この音とまれ！〜時瀬高等学校箏曲部〜）》，是由國王唱片於2017年3月8日出版的CD專輯。
這張專輯以時瀨高中箏曲社成員為主，收錄了所有登場人物——包含對手學校的演奏，而且作曲家和田薫為這張專輯所寫的新曲，也一併收錄其中。
2018年獲得日本金唱片大獎「年度專輯・純邦樂」的殊榮。
| 收錄曲   | 收錄曲                           | 收錄曲                                          | 收錄曲   | 收錄曲                   | 收錄曲 |
| 曲序     | 曲目                             | 作曲                                            | 编曲     | 演奏                     | 时长   |
| -------- | -------------------------------- | ----------------------------------------------- | -------- | ------------------------ | ------ |
| 1.       | 龍星群                           | 綾瀬タキ（實為作者的姊姊橋本みぎわ作）          |          | 時瀨高中箏曲社           | 6:40   |
| 2.       | 六段調（初段）                   | 八橋檢校                                        |          | 倉田武藏                 | 1:58   |
| 3.       | 六段調                           | 八橋檢校                                        |          | 鳳月里和                 | 8:05   |
| 4.       | 櫻花櫻花〜十三絃三重奏〜         |                                                 | 瀧浪涼香 | 鳳月里和 凰和紗 桐生櫻介 | 2:35   |
| 5.       | 虚龍譚〜獨奏十三絃箏與箏三重奏〜 | 和田薰                                          |          | 時瀨高中箏曲社           | 8:06   |
| 6.       | 褐色風中（セピアの風に）                     | 北里綾                                          |          | 鳳月里和                 | 6:27   |
| 7.       | 久遠                             | 不詳（實為作者的母親橋本はるみ作）              |          | 時瀨高中箏曲社           | 6:48   |
| 8.       | 雙重人格（二つの個性）                     | 藤井凡大                                        |          | 姬坂女學院箏曲社         | 6:23   |
| 9.       | 百花譜                           | 澤井忠夫                                        |          | 明陵高中箏曲社           | 6:42   |
| 10.      | 晒風手事                         | 宮城道雄                                        |          | 永大附屬高中箏曲社       | 5:32   |
| 11.      | 堅香子                           | 東條雅（實為作者的母親橋本はるみ作）            |          | 珀音高中箏曲社           | 6:41   |
| 12.      | 天泣                             | 鳳月里和/瀧浪涼香（實為作者的姊姊橋本みぎわ作） |          | 時瀨高中箏曲社           | 7:58   |
| 总时长： | 总时长：                         | 总时长：                                        | 总时长： | 总时长：                 | 73:55  |

| 作品中其他的曲目 | 作品中其他的曲目 |
| ---------------- | ---------------- |
| 曲目             | 作曲             |
| 石筍             | 澤井忠夫         |
| 似鳥（鳥のように）         | 澤井忠夫         |
| 三首變奏（三つのパラフレーズ）     | 澤井忠夫         |
| 讚歌（讃歌）         | 澤井忠夫         |
| 水的態變（水の変態）     | 宮城道雄         |
| 中空砧           | 宮城道雄         |
| 春之海           | 宮城道雄         |
| 瀨音（瀬音）         | 宮城道雄         |
| 四重奏（箏四重奏曲）       | 長澤勝俊         |
| 繁華（華やぎ）         | 三木稔           |
| 龍田之曲（竜田の曲）     | 三木稔           |
| 八重衣           | 石川勾当         |
| 聽風（風にきけ）         | 吉崎克彥         |
| 亂（みだれ）           | 八橋檢校         |
| 三首斷章（三つの断章）     | 中能島欣一       |
| 綺羅             | 杵屋正邦         |
| 津輕（津軽）         | 野坂惠子         |
| 神仙調舞曲       | 唯是震一         |
| 春天詩集（春の詩集）     | 牧野由多可       |

## 出版書籍
| 卷數 | 集英社        | 集英社                 | 青文出版社     | 青文出版社             |
| 卷數 | 發售日期      | ISBN                   | 發售日期       | ISBN / EAN             |
| ---- | ------------- | ---------------------- | -------------- | ---------------------- |
| 1    | 2012年11月2日 | ISBN 978-4-08-870545-3 | 2014年6月7日   | ISBN 978-986-356-001-2 |
| 2    | 2013年3月4日  | ISBN 978-4-08-870639-9 | 2014年9月4日   | EAN 471-8016-00968-4   |
| 3    | 2013年7月4日  | ISBN 978-4-08-870775-4 | 2015年4月22日  | EAN 471-8016-01245-5   |
| 4    | 2013年11月1日 | ISBN 978-4-08-870845-4 | 2015年9月17日  | EAN 471-8016-01444-2   |
| 5    | 2014年4月4日  | ISBN 978-4-08-880034-9 | 2016年2月22日  | EAN 471-8016-01656-9   |
| 6    | 2014年7月4日  | ISBN 978-4-08-880142-1 | 2016年7月11日  | EAN 471-8016-01893-8   |
| 7    | 2014年11月4日 | ISBN 978-4-08-880214-5 | 2016年11月9日  | EAN 471-8016-02086-3   |
| 8    | 2015年3月4日  | ISBN 978-4-08-880320-3 | 2017年3月20日  | EAN 471-8016-02215-7   |
| 9    | 2015年7月3日  | ISBN 978-4-08-880431-6 | 2017年6月8日   | EAN 471-8016-02396-3   |
| 10   | 2015年11月4日 | ISBN 978-4-08-880508-5 | 2017年9月14日  | EAN 471-8016-02543-1   |
| 11   | 2016年3月4日  | ISBN 978-4-08-880636-5 | 2018年5月14日  | EAN 471-8016-02940-8   |
| 12   | 2016年7月4日  | ISBN 978-4-08-880730-0 | 2019年1月16日  | ISBN 978-986-356-611-3 |
| 13   | 2016年11月4日 | ISBN 978-4-08-880813-0 | 2019年3月14日  | ISBN 978-986-356-803-2 |
| 14   | 2017年3月3日  | ISBN 978-4-08-881029-4 | 2019年5月9日   | ISBN 978-986-356-940-4 |
| 15   | 2017年7月4日  | ISBN 978-4-08-881126-0 | 2019年6月13日  | ISBN 978-986-356-941-1 |
| 16   | 2017年12月4日 | ISBN 978-4-08-881168-0 | 2019年9月5日   | ISBN 978-986-512-041-2 |
| 17   | 2018年4月4日  | ISBN 978-4-08-881389-9 | 2019年11月7日  | ISBN 978-986-512-116-7 |
| 18   | 2018年8月3日  | ISBN 978-4-08-881475-9 | 2020年1月6日   | ISBN 978-986-512-205-8 |
| 19   | 2018年12月4日 | ISBN 978-4-08-881648-7 | 2020年3月12日  | ISBN 978-986-512-248-5 |
| 20   | 2019年4月4日  | ISBN 978-4-08-881810-8 | 2020年5月11日  | ISBN 978-986-512-349-9 |
| 21   | 2019年10月4日 | ISBN 978-4-08-881895-5 | 2020年9月7日   | ISBN 978-986-512-510-3 |
| 22   | 2020年4月3日  | ISBN 978-4-08-882263-1 | 2020年12月17日 | ISBN 978-986-512-656-8 |
| 23   | 2020年10月2日 | ISBN 978-4-08-882444-4 | 2021年5月17日  | ISBN 978-986-549883-2  |
| 24   | 2021年4月2日  | ISBN 978-4-08-882602-8 | 2022年2月16日  | ISBN 978-626-322125-3  |
| 25   | 2021年10月4日 | ISBN 978-4-08-882772-8 | 2022年5月12日  | ISBN 978-626-322505-3  |
| 26   | 2022年3月4日  | ISBN 978-4-08-883055-1 | 2022年8月31日  | ISBN 978-626-340067-2  |
| 27   | 2022年9月2日  | ISBN 978-4-08-883232-6 | 2023年6月8日   | ISBN 978-626-340933-0  |
| 28   | 2023年2月3日  | ISBN 978-4-08-883377-4 | 2023年11月25日 | ISBN 978-626-362549-5  |
| 29   | 2023年8月4日  | ISBN 978-4-08-883574-7 | 2024年6月25日  | ISBN 978-626-383901-4  |
| 30   | 2024年2月2日  | ISBN 978-4-08-883832-8 | 2024年11月18日 | ISBN 978-626-399754-7  |
| 31   | 2024年8月2日  | ISBN 978-4-08-884088-8 |                |                        |
| 32   | 2025年3月4日  | ISBN 978-4-08-884332-2 |                |                        |

## 電視動畫
2018年7月23日宣佈動畫化，共分兩季，第一季於2019年4月6日至6月30日播出，第二季則於2019年10月5日至12月28日播出。

### 製作人員
- 原作：アミュー（日语：桜アミュー）
- 導演：水野龍馬
- 系列構成、腳本：久尾步
- 角色設計：山中純子
- 副角色設計：小林利充（日语：小林利充）
- 3D、道具設計：杉村友和
- 色彩設計：山上愛子
- 總作畫監督：山中純子、小林利充
- 動態作畫監督：才木康寛
- 美術監督：黛昌樹
- 攝影監督：村野よもぎ子
- 音響監督：髙桑一（日语：髙桑一）
- 音樂：羽岡佳（日语：羽岡佳）
- 音樂製作：國王唱片
- 編集：木村佳史子
- 製作人：高橋、古賀郁美
- 動畫製作人：米澤惠美
- 執行製作人：中西豪
- 製作統括：大石祐道
- 動畫顧問：大庭秀昭（日语：大庭秀昭）
- 動畫製作：Platinum Vision
- 製作：「一弦定音！」製作委員會

### 主題曲
片頭曲
「Tone」（第一季）
作詞、作曲：園田健太郎／編曲：日比野裕史／主唱：蒼井翔太
「Harmony」（第二季）
作詞、作曲、編曲：永井正道／弦樂編曲：菊谷知樹／主唱：蒼井翔太
片尾曲
「Speechless」（第一季）
作詞：前迫潤哉／作曲：前迫潤哉、工藤政人／編曲：工藤政人、早川博隆／主唱：内田雄馬
「Rainbow」（第二季）
作詞：SHOW／作曲：SHOW、Mitsu.J／編曲：Mitsu.J／主唱：内田雄馬

### 各話列表
| 話數   | 日文標題 | 中文標題            | 劇本   | 分鏡              | 演出              | 作畫監督            | 總作畫監督        |
| 第一季 | 第一季   | 第一季              | 第一季 | 第一季            | 第一季            | 第一季              | 第一季            |
| ------ | -------- | ------------------- | ------ | ----------------- | ----------------- | ------------------- | ----------------- |
| #1     |          | 新部員              | 久尾步 | 吉川博明          | 水野龍馬          | 伊藤美奈            | 山中純子 小林利充 |
| #2     |          | 資格的所在          | 久尾步 | 奧野浩行          | 奧野浩行          | 小川浩司            | 小林利充          |
| #3     |          | 新生箏曲部 開始活動 | 久尾步 | 水野龍馬          | 水野龍馬          | 南伸一郎            | 山中純子          |
| #4     |          | 初響的旋律          | 久尾步 | 吉川博明          | 加藤顯            | 梶浦紳一郎          | 小林利充          |
| #5     |          | 傳達震響 我們的聲音 | 久尾步 | 坂本龍典 才木康寛 | 水野龍馬          | 伊藤美奈            | 山中純子          |
| #6     |          | 看不見的邊界線      | 久尾步 | 大庭秀昭          | 大庭秀昭          | 南伸一郎            | 小林利充          |
| #7     |          | 不為人知的音之葉    | 久尾步 | 奧野浩行          | 奧野浩行          | 小川浩司 奥野浩行   | 山中純子 小林利充 |
| #8     |          | 路標                | 久尾步 | 水野龍馬          | 加藤顯 水野龍馬   | 梶浦紳一郎          | 小林利充          |
| #9     |          | 直擊心靈的話語      | 久尾步 | 坂本龍典          | 水野龍馬          | 伊藤美奈            | 山中純子 小林利充 |
| #10    |          | 若即若離的距離      | 久尾步 | 大庭秀昭          | 大庭秀昭          | 南伸一郎            | 小林利充          |
| #11    |          | 探索已久的音符      | 久尾步 | 小林孝志          | 小林孝志          | 小川浩司 梶浦紳一郎 | 山中純子          |
| #12    |          | 對手                | 久尾步 | 坂本龍典          | 加藤顯 水野龍馬   | 南伸一郎 小林利充   | 小林利充          |
| #13    |          | 久遠                | 久尾步 | 水野龍馬          | 水野龍馬          | 伊藤美奈            | 山中純子          |
| 第二季 |          |                     |        |                   |                   |                     |                   |
| #14    |          | 向前一步            | 久尾步 | 吉川博明          | 水野龍馬          | 南伸一郎            | 小林利充          |
| #15    |          | 發覺                | 久尾步 | 吉川博明          | 水野龍馬 加藤顯   | 伊藤美奈            | 山中純子          |
| #16    |          | 兩人的時間          | 久尾步 | 坂本龍典          | 奧野浩行          | 梶浦紳一郎 奧野浩行 | 小林利充          |
| #17    |          | 再會                | 久尾步 | 大庭秀昭          | 大庭秀昭          | 小川浩司            | 山中純子          |
| #18    |          | 各自的決心          | 久尾步 | 水野龍馬          | 水野龍馬          | 南伸一郎            | 小林利充          |
| #19    |          | 對峙                | 久尾步 | 吉川博明          | 加藤顯            | 伊藤美奈            | 山中純子          |
| #20    |          | 再一次              | 久尾步 | 吉川博明          | 奧野浩行          | 梶浦紳一郎 小林利充 | 小林利充          |
| #21    |          | 意義與作用          | 久尾步 | 吉川博明          | 水野龍馬          | 小川浩司            | 山中純子          |
| #22    |          | 決戰的早晨          | 久尾步 | 大庭秀昭          | 大庭秀昭          | 南伸一郎 小林利充   | 小林利充          |
| #23    |          | 王者的覺悟          | 久尾步 | 坂本龍典          | 小林孝志          | 伊藤美奈 小川浩司   | 山中純子          |
| #24    |          | 正解之前            | 久尾步 | 大庭秀昭          | 大庭秀昭          | 南伸一郎 月面       | 小林利充          |
| #25    |          | 天泣                | 久尾步 | 水野龍馬          | 水野龍馬          | 伊藤美奈 山中純子   | 山中純子          |
| #26    |          | 起跑線              | 久尾步 | 吉川博明          | 水野龍馬 小林孝志 | 南伸一郎            | 小林利充          |

### 播放電視台
日本深夜動畫：下文記載的日本国内播放時間使用日本標準時間（UTC+9）表示。因為部分時間标识會採用30小时制，因此請留意这类超过24:00的时间，其實際播放時間為翌日清晨。
| 播放日期        | 播放時間                           | 播放電視台               | 播放區域 | 備註                                                                          |
| --------------- | ---------------------------------- | ------------------------ | -------- | ----------------------------------------------------------------------------- |
| 2019年4月7日 -  | 星期日 25:00 - 25:30（星期六深夜） | 東京都會電視台(TOKYO MX) | 東京都   |                                                                               |
|                 |                                    | 日本BS放送(BS11)         | 日本全國 | 日本衛星電視廣播(BS衛星頻道) / 『ANIME+』                                     |
| 2019年4月8日 -  | 星期一 22:00 - 22:30               | AT-X                     | 日本全國 | 日本衛星電視廣播(CS衛星頻道) / 節目有重播                                     |
| 2019年4月10日 - | 星期三 23:00 - 23:30               | 栃木電視台               | 栃木縣   |                                                                               |
| 2019年4月11日 - | 星期四 24:00 - 24:30（星期三深夜） | WOWOW                    | 日本全國 | 日本衛星電視廣播(CS/BS衛星頻道)/『アニメプライム』節目有重播 / 全話無字幕放送 |

網路平台2019年4月7日於富士電視點播（FOD）、星期日25點（星期六深夜）網路播出。

### 藍光版
| 卷數   | 發售日期       | 收錄話數        | 規格編號   |
| 第一季 | 第一季         | 第一季          | 第一季     |
| ------ | -------------- | --------------- | ---------- |
| 1      | 2019年6月26日  | 第1話 ~ 第3話   | KIXA-864   |
| 2      | 2019年7月24日  | 第4話 ~ 第6話   | KIXA-865   |
| 3      | 2019年8月21日  | 第7話 ~ 第9話   | KIXA-866   |
| 4      | 2019年9月25日  | 第10話 ~ 第13話 | KIZX-388/9 |
| 第二季 |                |                 |            |
| 5      | 2019年12月25日 | 第14話 ~ 第16話 | KIXA-867   |
| 6      | 2020年1月25日  | 第17話 ~ 第19話 | KIXA-868   |
| 7      | 2020年2月26日  | 第20話 ~ 第22話 | KIXA-869   |
| 8      | 2020年3月25日  | 第23話 ~ 第26話 | KIXA-390/1 |

## 舞台劇
2019年4月4日宣布舞台劇化，於8月至9月間公演。

### 演員
- 久遠愛：財木琢磨（日语：財木琢磨）
- 倉田武藏：古田一紀（日语：古田一紀）
- 鳳月里和：田中日奈子
- 足立實康：塩田康平（日语：塩田康平）[5]
- 堺通孝：
- 水原光太：上仁樹（日语：上仁樹）
- 高岡哲生：小沼將太（日语：小沼将太）[6]
- 久遠源：加藤靖久（日语：加藤靖久）
- 仁科静音：藤田弓子（日语：藤田弓子）
- 教頭：山崎雅志
- 合奏演員：石井寬人（日语：石井寛人）、天久真介、長谷川將斗

### 工作人員
- 腳本、演出：伊勢直弘（日语：伊勢直弘）
- 箏曲監修：
- 舞台美術： 乘峯雅寛
- 技術監督： 寅川英司
- 舞台監督： 小野八著
- 照明： 大波多秀起（デイライト）
- 音響： 天野高志（RESON）
- 演出助手： 丹治泰人（SPM）
- 小道具： 羽鳥健一
- 衣裝： 雲出三緒
- 化妝： 小川萬理子（raftel）
- 宣傳写真： 渡邊和弘
- 設計： EAST END CREATIVE
- 特別協力： 五味和樂器店
- 製作： OfficeENDLESS
- 製作協力： 上野志津華
- 副製作人： 池長彩也子
- 製作人： 下浦貴敬、山田泰彥
- 主辦： 舞台「一弦定音！」製作委員會

### 公演日程
| 場地 | 日期                   | 劇場 |
| ---- | ---------------------- | ---- |
| 東京 | 2019年8月17日～8月25日 |      |
| 福岡 | 2019年9月7日～9月8日   |      |
| 大阪 | 2019年9月14日～9月15日 |      |

## Radio Drama
2013年5月於Jump専門情報節目發佈。2013年6月於集英社Voice Comic Station網頁「VOMIC」配信。
聲演
- 久遠愛 - 小野友樹
- 倉田武藏 - 逢坂良太
- 高岡哲生 - 細谷佳正
- 久遠源 - 秋元羊介
- 校長 - 本田裕之（日语：本田裕之）
- 訓導主任 - 粟津貴嗣（日语：粟津貴嗣）
- 學姊 - 青木瑠璃子

## 獎項
| 年份   | 獎項                               | 部門             | 對象                                 | 結果   |
| ------ | ---------------------------------- | ---------------- | ------------------------------------ | ------ |
| 2015年 | 2015 展讀漫畫RANKING BEST50        |                  | 漫畫「一弦定音！」                   | 7位    |
| 2017年 | 平成29年度（第72回）文化廳藝術祭賞 | 唱片部門         | 專輯「一弦定音！〜時瀨高中箏曲社〜」 | 優秀賞 |
| 2018年 | 第32回 日本金唱片大獎              | 年度專輯・純邦樂 | 專輯「一弦定音！〜時瀨高中箏曲社〜」 | 獲獎   |

## 腳注
1. ↑  . 2018-11-02  [2018-11-05]. （原始内容存档于2021-09-02）.
2. 1 2  . 電視動畫『一弦定音！』公式官網.   [2019-03-14]. （原始内容存档于2022-01-27）.
3. ↑  . 電視動畫『一弦定音！』公式官網.   [2019-04-21]. （原始内容存档于2021-09-02）.
4. ↑  . 2019-04-04  [2019-04-05]. （原始内容存档于2021-11-30）.
5. ↑  . 2019-05-19  [2019-05-19]. （原始内容存档于2022-02-10）.
6. ↑  . 2019-06-04  [2019-06-09]. （原始内容存档于2022-02-11）.
7. ↑  . コミックナタリー.   [2013-05-03]. （原始内容存档于2021-09-02）.
8. ↑  . コミックナタリー. ナターシャ. 2015-12-19  [2018-02-28]. （原始内容存档于2017-02-10）.
9. ↑  . 2017-12-28  [2018-08-25]. 原始内容存档于2018-02-03.
10. ↑  . 2018-02-27  [2018-08-25]. 原始内容存档于2018-02-27.

## 外部連結
- 《一弦定音！》Jump Square官網 （页面存档备份，存于）（日語）
- 《一弦定音！》 舞台劇官網 （页面存档备份，存于）
- 《一弦定音！》集英社Voice Comic Station-VOMIC-（日語）
- 電視動畫 《一弦定音！》官網 （页面存档备份，存于）（日語）
- 電視動畫 《一弦定音！》-官方的X（前Twitter）（日語）